# Magwengiella nycthemerops
Magwengiella nycthemerops är en stekelart som först beskrevs av Heinrich 1978.  Magwengiella nycthemerops ingår i släktet Magwengiella och familjen brokparasitsteklar. Inga underarter finns listade i Catalogue of Life.